# Черноморский (Крымский район)
Черномо́рский — хутор в Крымском районе Краснодарского края.
Входит в состав Южного сельского поселения.

## Население
| 2002 | 2010 |
| ---- | ---- |
| 522  | ↘500 |

## Улицы
| - ул. Дружбы, - ул. Ленина, - ул. Мира, - ул. Пионерская, | - ул. Победы, - пер. Синева, - ул. Советов. |